# Абдулла Арипов (фильм)
Абдулла Арипов (узб. Abdulla Oripov) — художественный фильм узбекского режиссёра Музаффархона Эркинова о жизни народного поэта Узбекской ССР, автора гимна Республики Узбекистан, политического деятеля Абдуллы Арипова. Фильм снят ГУП «Киностудия документальных и хроникальных фильмов» по заказу Агентства кинематографии Узбекистана в 2023 году.

## Съемки и премьера фильма
Фильм снят по поручению президента Узбекистана Шавката Мирзиёева, которое он дал в 2022 году во время визита на родину поэта в Кашкадарьинской области. В качестве режиссёра фильма выступил Музаффархон Эркинов. К написанию сценария привлекли жену поэта Ханифу Мустафоеву. Съемки киноленты проходили в Кашкадарьинской области, Джизаке, Ташкенте, а также в Хьюстоне и Лос-Анджелесе. Съемки фильма завершились в феврале 2023 года. Премьера фильма была приурочена к Дню независимости Узбекистана и состоялась в Доме кино Ташкента в 1 сентября 2023 года. В октябре того же года фильм был показан в Шуше на Korkut Ata Film Festival-2023. Картина получила приз за лучший сценарий. В декабре того же года фильм получил «Приз зрительских симпатий» на национальном кинофестивале «Олтин Хумо». В феврале 2024 года фильм "Абдулла Арипов был включен в программу 42-го кинофестиваля «Фаджр» в Иране.

## Сюжет
В фильме рассказывается о детстве Абдуллы Арипова, студенческом периоде, первых творческих достижениях, процессе становления как поэта и тех эмоциях, которые он при этом испытывал. Кроме того, в фильме показана любовь поэта, его путь к славе, стойкость в противостоянии с советской системой, несмотря на невзгоды и трудности, а также последние годы его жизни в США.

## Критика
В рецензии к фильму искусствовед Икбол Кушшаева в целом дает позитивную оценку киноленте, но отмечает, что феномен поэта в картине не выходит за пределы Узбекистана: «Узбекское кино по-прежнему не хочет освобождаться от постколониального мышления».
Обозреватель и сценарист Шохида Эшонбобоева пишет, что режиссёру было сложно создать художественный портрет Арипова на экране. «Уже сейчас создаётся впечатление, будто опытнейшему режиссёру во время съёмок постоянно давали инструкции, потому кинолента напоминает документальный фильм»
Как отмечает кинокритик Шохрух Абдурасулов, основной посыл картины — смелость и решительность поэта в рамках тоталитарной системы: «В частности, в 60-е годы прошлого века усилилось политическое давление на поэта, его обвиняли в клевете на социалистическое общество (за стихи типа „Дорбоз“). Когда вышло стихотворение „Она тилимга“, огонь разгорелся ещё сильнее. Эти события шокируют зрителя и вызывает в воображении ужасы тоталитарной системы».

## Награды
- 2023 — Приз за «Лучший сценарий» кинофестиваля «Коркут-Ата»
- 2023 — Приз зрительских симпатий национального кинофестиваля «Олтин Хумо»

## В ролях
- Абдулла Арипов:
  - В детстве — Жасурбек Абдуманнопов
  - В зрелом возрасте — Шодмон Саломов
  - В старости — Кудратилло Бурхонов
- Ханифа Мустафаева (жена Арипова)
  - Райхон Асадова
  - В старости — Гулчехра Джамилова
- Лола Элтоева — Клара Хаджаева
- Сотрудник КГБ — Аброр Юлдошев

## Съёмочная группа
- Режиссёр — Музаффар Эркинов
- Сценарий — Абдукаюм Юлдошев, Фуркат Усманов
- Оператор — Равшан Мирзакамолов
- Композитор — Муинзода
- Генеральный продюсер — Фирдавс Абдухаликов